# Згорњи Габерник
Згорњи Габерник (словен. Zgornji Gabernik) је насељено место у општини Рогашка Слатина, Савињска регија, Словенија.

## Историја
До територијалне реорганизације у Словенији био је у саставу старе општине Шмарје при Јелшах.

## Становништво
У попису становништва из 2011. године, Згорњи Габерник је имао 140 становника.
| Број становника према пописима | Број становника према пописима | Број становника према пописима |
| ------------------------------ | ------------------------------ | ------------------------------ |
| 1991                           | 2002                           | 2011                           |
| 138                            | 134                            | 140                            |

Напомена: До 2002. исказивано под именом Згорњи Габрник.